# Ein fliehendes Pferd
Ein fliehendes Pferd ist eine Novelle des deutschen Schriftstellers Martin Walser. Sie entstand im Sommer 1977 als Nebenarbeit innerhalb weniger Wochen, wurde aber nach ihrer Veröffentlichung Anfang 1978 zu Walsers bis dahin größtem Erfolg. Sie erlebte gleichermaßen eine sehr positive Aufnahme durch die Literaturkritik wie eine starke Nachfrage durch die Leser. Innerhalb der folgenden 30 Jahre entwickelte sich die Novelle zu einem Bestseller mit einer Gesamtauflage von über einer Million Exemplaren.
Die Novelle schildert das Aufeinandertreffen zweier Paare mittleren Alters im Urlaub am Bodensee. Die beiden Männer, ehemalige Schulfreunde, haben einen ganz unterschiedlichen Lebensweg hinter sich. Während der Gymnasiallehrer Helmut Halm sich mit seiner Ehefrau Sabine von der Welt zurückzieht und sein Glück darin findet, von der Welt verkannt zu werden, jagt der Journalist Klaus Buch dem Erfolg und der gesellschaftlichen Anerkennung hinterher und sucht die Selbstbestätigung auch bei seiner deutlich jüngeren Frau Helene. Im Lauf der Novelle werden beide Lebenseinstellungen in Frage gestellt. Ihren Höhepunkt findet die Auseinandersetzung der Schulfreunde in einem Segeltörn auf dem stürmischen Bodensee, bei dem einer der Kontrahenten über Bord geht.

## Inhalt
Seit elf Jahren fahren Helmut Halm, Oberstudienrat am Eberhard-Ludwigs-Gymnasium in Stuttgart, und seine Frau Sabine samt ihrem Spaniel Otto in den Urlaub an den Bodensee. Stets mieten sie beim Ehepaar Zürn dieselbe Ferienwohnung mit vergitterten Fenstern. Das Bild, das Halm der Welt vorspielt, soll möglichst wenig mit seiner Lebenswirklichkeit übereinstimmen. Er fürchtet, je mehr andere von ihm wissen, desto größere Macht gewinnen sie über ihn. Mit seiner Frau Sabine versteht er sich zumeist ohne große Worte. Zum Geschlechtsverkehr zwischen beiden kommt es kaum noch, ihre Beziehung hat einen Zustand von Ruhe und Unbeweglichkeit angenommen, den er genießt. Als Urlaubslektüre hat er sich sämtliche fünf Bände der Tagebücher Kierkegaards vorgenommen.
Durch einen unvermittelt auftauchenden Schul- und Studienkameraden Helmut Halms wird das eingespielte Arrangement gestört. Klaus Buch ist Journalist, gleichermaßen besessen von Fitness wie gesunder Ernährung. Er ist verheiratet mit der deutlich jüngeren Helene. Sogleich wärmt er Erinnerungen an die gemeinsame Vergangenheit mit Helmut auf, was dieser, in seinem Bestreben von der Welt verkannt zu werden, nur mit Unbehagen über sich ergehen lässt. Gegen seinen Willen treffen sich die Paare zu weiteren Freizeitaktivitäten. Dabei polemisiert Klaus Buch aus der scheinbar überlegenen Warte des geistig und sexuell befreiten Erfolgsmenschen gegen das verklemmte und spießige Kleinbürgertum, während sich Helmut mit der Verteidigung seiner Lebensweise in die Defensive gedrängt sieht. Sabine zeigt sich von der Lebenslust, die Klaus Buch versprüht, angezogen. Helmut hingegen fühlt sich von der ungezwungen zur Schau gestellten Erotik Helenes gleichzeitig erregt wie geniert.
Bei einer Wanderung auf den Höchsten kommt es zu einem symbolischen Moment, als ein ausgerissenes Pferd auf die Gruppe zugaloppiert. Klaus gelingt es, das Pferd einzufangen, woraufhin er erklärt: „Einem fliehenden Pferd kannst du dich nicht in den Weg stellen. Es muss das Gefühl haben, sein Weg bleibt frei. Und: ein fliehendes Pferd lässt nicht mit sich reden“. An einem der folgenden Tage unternehmen die beiden Männer alleine einen Segeltörn, bei dem Klaus seinen Freund zu einer gemeinsamen Zukunft auf den Bahamas zu überreden versucht. Die ohnehin gespannte Situation eskaliert, als das Boot in einen Sturm gerät. Klaus begreift den Kampf mit den Elementen als Herausforderung und steuert hart am Wind. Helmut befürchtet in Todesangst, der Freund werde das Schiff kentern lassen. Er stößt Klaus die Pinne aus der Hand, worauf dieser über Bord geht und abgetrieben wird.
Nach Abflauen des Sturms kehrt Helmut alleine zu den beiden Frauen zurück. Im Glauben, Klaus sei gestorben, enthüllt Helene die Verlogenheit ihres Lebens an dessen Seite: Klaus war von Selbstzweifeln zerfressen, glaubte nicht an seine Fähigkeiten als Journalist, sah sich als Versager und „Verbrecher“, der der Welt nur etwas vormache. Seine Frau, eine ausgebildete Pianistin, hielt er absichtlich klein und untersagte ihr die Musik, um sich ihr gewachsen zu fühlen. In der Begegnung mit Helmut lag für ihn die Rettung aus seiner Hoffnungslosigkeit, an der Vernunft und Ausgeglichenheit des alten Jugendfreunds hoffte er zu genesen. Inmitten Helenes Klavierspiels tritt Klaus Buch in die Ferienwohnung. Wider Erwarten hat er den Sturm überlebt, und Helene tritt sogleich an seine Seite. Die Paare trennen sich, ohne dass es zu einem Blickwechsel zwischen Helmut und Klaus kommt. Halms reisen vorzeitig ab. Auf der Zugfahrt nach Montpellier erzählt Helmut Sabine die Geschichte des Urlaubs, sein letzter Satz ist der Beginn der Novelle.

## Erzählstil
Erzähltechnisch bemerkenswert ist die starke Fokalisierung, die die Dinge aus der Sicht von Helmut erscheinen lässt und durch die der Leser tiefe Einblicke in sein Innenleben erhält.

## Stellung in Walsers Gesamtwerk
Ein fliehendes Pferd war in Walsers Werk in mehrfacher Hinsicht ein Wendepunkt. Die Novelle erwies sich als der Bestseller, auf den Walser, obwohl längst ein etablierter Schriftsteller, lange hatte warten müssen. Der Erfolg bei Publikum wie Kritik brachte Walser die finanzielle Sicherheit, sich vollkommen auf seine schriftstellerische Tätigkeit konzentrieren zu können.
Inhaltlich wurde die Novelle vielfach als Abkehr von Walsers früheren politischen Positionen hin zu einer Neuen Subjektivität gewertet. So urteilte Marcel Reich-Ranicki in seiner lobenden Rezension, Walser habe „offenbar nicht mehr den Ehrgeiz, mit der Dichtung die Welt zu verändern. Er will nur ein Stück dieser Welt zeigen. Mehr sollte man von Literatur nicht erwarten.“ Jörg Magenau übersetzte dies als: „Er hat sich vom Sozialismus losgesagt und bekommt dafür nun den Lohn.“ Walser selbst verwahrte sich gegen eine solche Wertung. „Wo, wo hätte ich diesen Ehrgeiz ausgedrückt, wo? Ich habe immer gesagt: Ein Autor verändert im besten Fall dadurch, daß er schreibt, sich selber.“ Gleichzeitig sei Ein fliehendes Pferd durchaus kein unpolitisches Buch: „Wenn ich die Novelle anschaue, dann scheint mir das kein privater Befund zu sein, wie diese beiden Männer, Halm und Buch auf verschiedene Weise Schein produzieren, Konkurrenzhaltungen leben, die gewissermaßen die Person auffressen.“ Der politische Hintergrund der Novelle sei, dass sie sich nur in unserer Gesellschaft auf diese Weise abspielen könne.
Auch stilistisch bedeutete Ein fliehendes Pferd eine Wende im Werk Walsers. Gerald A. Fetz konstatierte in der Novelle „die diszipliniertere Sprache, die größere Überschaulichkeit der Handlung, die klar nachvollziehbare Fabel – es gibt sogar ‚Action‘! – die abgeschlossenere Form und die allgemeine Verständlichkeit“ gegenüber Walsers früheren Romanen. Joachim Kaiser vermisste deren „tausendmal anfechtbareren, tausendmal herrlicheren Seelen- und Wort-Dschungel“ in der Novelle. Und Martin Lüdke konstatierte, der „stetig steigende Unterhaltungswert“ von Walsers Prosa fordere einen hohen Preis: „Walsers Rückgriff auf die überlieferten literarischen Formen [Novellenform] läuft einher mit dem Rückgriff auf eine längst zerdepperte Bewußtseinsform. […] Martin Walser bewegt sich auf die fließende Grenze zu, die ‚Literatur‘ von ‚Unterhaltung‘ trennt.“
Wie in vielen anderen Werken Walsers ist auch der Protagonist aus Ein fliehendes Pferd mit Zügen seines Autors ausgestattet. So schrieb Paul F. Reitze in einer Rezension der Novelle: „Sein Hauptthema heißt Walser. Die eigene Person wird zerlegt, wird mit dem spitzen Aperçumesser in Viertelstücke und Hälften tranchiert.“ Die Nähe Walsers zu Helmut Halm reicht von dessen Midlife Crisis – Walser selbst war wenige Monate vor Entstehung der Novelle 50 geworden – über die räumliche Umgebung – Walser wohnt in Nußdorf am Bodensee – bis zur kleinbürgerlichen Perspektive Halms. Walser erklärte zur Figurenkonstellation in Ein fliehendes Pferd: „ich war, als ich das Buch schrieb, der Meinung, ich vertrete mit meiner Spielfigur Helmut Halm einfach meine eigene Position gegenüber einer Reihe von Figuren, die ich in Wirklichkeit kenne und die ich zusammengefasst habe in der Figur Klaus Buch.“ Andere Leser sahen in den beiden männlichen Protagonisten zwei Seiten von Walsers Persönlichkeit. Laut Hans-Erich Struck sei Walser wie Klaus Buch ein guter Segler und er besitze wie dieser eine besondere Empfindlichkeit gegen Abhängigkeit und Beleidigung. Für Michael Zimmer spaltete Walser seine Biografie als Germanist in die Alternativen Gymnasiallehrer und Journalist auf, die er in der Novelle durchspiele.
Der Handlungsort und das Personal der Novelle kehren in Walsers Werk mehrfach wieder. Die besondere Beziehung des Autors zu seiner Heimat am Bodensee drückte sich im zweiten 1978 erschienenen Buch Heimatlob aus, das Texte von Walser mit Aquarellen des Malers André Ficus verband. 1985 schrieb Walser mit dem Roman Brandung das Leben von Sabine und Helmut Halm fort und versetzte sie vom heimischen Bodensee nach Kalifornien, wo Halm eine Gastprofessur an einem amerikanischen College annahm. Gottlieb Zürn, der Vermieter der Ferienwohnung der Halms, ist die Hauptperson von Walsers Romanen Das Schwanenhaus, Jagd und Der Augenblick der Liebe.

## Entstehungsgeschichte
Ein fliehendes Pferd entstand im Sommer 1977 während Walsers Arbeit an seinem Roman Seelenarbeit. Nachdem eine erste Fassung von Seelenarbeit Ende Juli 1977 fertiggestellt war, wollte sich Walser nach eigener Aussage „für eine Durcharbeitung des Romans möglichst weit vom Geschriebenen […] entfremden“ und wandte sich daher einer Novelle zu, die innerhalb von vierzehn Tagen als Lockerungsübung entstand. Walser nannte Ein fliehendes Pferd eine „rasch wegzischende Sommerarbeit“ und sandte bereits am 8. September 1977 das Manuskript an Siegfried Unseld, seinen Verleger des Suhrkamp Verlags. Dessen Reaktion war positiv: „Ich gratuliere Dir und mir und uns“. Die Startauflage für das folgende Frühjahr wurde auf 25.000 Exemplare angesetzt. Zudem erschien die Novelle als Vorabdruck ab dem 24. Januar 1978 in der Frankfurter Allgemeinen Zeitung.
Ausgerechnet in der FAZ hatte Martin Walser mit seinem letzten, im Frühjahr 1976 erschienenen Roman Jenseits der Liebe den bislang schärfsten Verriss seiner Karriere hinnehmen müssen. Schon der Titel, unter den Marcel Reich-Ranicki seine Rezension stellte, Jenseits der Literatur, sprach aus, was der Kritiker von Walsers letztem Werk hielt. Reich-Ranicki urteilte über Jenseits der Liebe: „Ein belangloser, ein schlechter, ein miserabler Roman. Es lohnt sich nicht, auch nur ein Kapitel, auch nur eine einzige Seite dieses Buches zu lesen.“ Er beklagte den schriftstellerischen Niedergang Walsers, der einst als Hoffnung der Nachkriegsliteratur gehandelt worden sei, nun aber „die Worte nicht mehr halten“ könne.

## Rezeption
Marcel Reich-Ranicki war es auch, der zwei Jahre später den Ton der Rezeption von Ein fliehendes Pferd vorgab. Zur Vorabveröffentlichung in der FAZ urteilte er, Walsers Novelle sei „sein reifstes, sein schönstes und bestes Buch“. Es sei „ein Glanzstück deutscher Prosa dieser Jahre, in dem sich Martin Walser als Meister der Beobachtung und der Psychologie, als Virtuose der Sprache bewährt“. Seinen Verriss des letzten Buches von Walser erklärte Reich-Ranicki nun pädagogisch: „Die Kritik […] war ein letzter, verzweifelter Versuch, auf Martin Walsers schriftstellerischen Weg einen Einfluß auszuüben.“ In seiner ausführlichen Rezension sechs Wochen später ergänzte er, Walser habe „die Geschwätzigkeit überwunden und die Beredsamkeit wiedergewonnen. Selten wird in der deutschen Literatur der Gegenwart die Alltagssprache der Intellektuellen so genau und so entlarvend eingefangen.“
Die überwiegende Mehrheit der von Februar bis August 1978 erschienenen über 130 Rezensionen der Novelle folgte Reich-Ranickis begeisterter Vorgabe. So urteilte Achim Ayren, „diese Geschichte könnte zu dem gehören, das einmal übrigbleibt von einem Jahrhundert“. Peter Wapnewski fand „eine einfache, eine spröde und traurige Geschichte. […] Kunstvoll gerade in ihrer Lässigkeit. […] Eine Parabel von der Hilflosigkeit des Menschen mitten inmitten seiner menschgemachten Kraft- und Potenzwelt.“ Reinhard Baumgart betonte die gesellschaftskritische Dimension der Novelle. Sie beschreibe „ein soziales System, das keinen Lebenssinn mehr hergibt, das Halm nur noch als eine Produktion von Schein, das Buch als ein Universum des Schwindels erlebt.“ Walser sei „ein wahres Kunststück an Durchgeplantheit und Ökonomie“ gelungen, das „nahe an die Quadratur des Kreises, an die erzählende Objektivierung seiner Subjektivität gekommen ist.“ Auch Benjamin Henrichs applaudierte einer „Novelle, die mit dem Wort ‚meisterhaft‘ eher karg gelobt wäre. Ein Lesevergnügen, wie es in diesem Literaturjahr 1978 bestimmt nicht viele geben wird.“ Allerdings spürte er am Ende „etwas Maschinenhaft-Ernüchterndes“ über eine „überaus künstlich“ geratene Versuchsanordnung und ein Schlusskapitel, das mit seiner „trivialsten Enthüllungsdramaturgie“ zwar „[e]ntlarvend, aber nur noch öde“ sei. Noch weiter ging Günter Zehm in seiner Kritik. Für ihn konnte „keine Rede davon sein, daß wir es hier mit einem ‚Meisterwerk der deutschen Literatur‘ zu tun hätten“. Er bemängelte vor allem die Schlagseite der Novelle: „Allzu ungleich sind die Gewichte verteilt. Der behäbige Kierkegaard-Leser Halm im Clinch mit einem mineralwässrigen Fliegengewicht – so etwas sieht nur noch komisch aus, und man muß den Verdacht hegen, daß diese Komik unfreiwillig ist.“
Ein fliehendes Pferd wurde ein Bestseller. Die Erstauflage von 25.000 Exemplaren war innerhalb weniger Tage vergriffen. Ende November 1978 wurde bereits die siebte Auflage mit insgesamt 132.000 Exemplaren nachgelegt. Die Novelle befand sich vom Zeitpunkt ihres Erscheinens am 1. März 1978 an während des gesamten Jahres auf der Bestsellerliste des Spiegels und erreichte in der Jahreswertung den 2. Rang. Zweimal wurde sie von einer Auswahl von 26 Kritikern auf den ersten Platz der SWR-Bestenliste gewählt. Bis 2006 wurden in 26 Auflagen über eine Million Exemplare der Novelle verkauft.

## Adaptionen
Als Auftakt des von Walser und Rolf Hochhuth ins Leben gerufenen Meersburger Sommertheaters verfasste 1985 der damalige Dramaturg des Stadttheater Konstanz Ulrich Khuon eine Bühnenbearbeitung von Ein fliehendes Pferd, zu der Walser selbst mit einem Gespräch der beiden weiblichen Hauptfiguren eine Szene beisteuerte. Das Stück setzt in der Ferienwohnung der Halms ein, als diese die Buchs bereits getroffen haben und auf ihren Besuch warten. Die Szene um das fliehende Pferd wurde gestrichen. Der Segelausflug Helmuts und Klaus’ ist der dramaturgische Höhepunkt des Stücks, das mit Helenes abrechnendem Monolog und der Rückkehr des vermissten Klaus endet. Die Inszenierung in Meersburg erwies sich mit der Uraufführung am 19. Juli 1985 und zwölf weiteren ausverkauften Vorstellungen als Publikumserfolg. Die Kritiken des Stücks waren überwiegend positiv. Der Spiegel vermisste allerdings, die „Detailliebe und Genauigkeit, nach der Walsers Text in seiner dekuvrierenden Vielseitigkeit im Neurotischen, Obszönen und Verletzbaren verlangt, wenn er nicht ins Deklamatorisch-Satirische abrutschen soll.“ Das Stück wird bis heute auf vielen Bühnen gespielt. Walser arbeitete es für eine Hörspielfassung um, bei der er selbst Regie führte. Sie wurde erstmals am 17. März 1986 vom Bayerischen Rundfunk ausgestrahlt.
Einige Tage später, am 26. März 1986, sendete die ARD eine Fernsehverfilmung von Ein fliehendes Pferd, die unter der Regie von Peter Beauvais und nach einem Drehbuch von Ulrich Plenzdorf entstanden war. Darsteller waren Vadim Glowna, Rosel Zech, Dietmar Mues und Marita Marschall. Walser selbst hatte auf Bitten Beauvais’ noch kurz vor Produktionsbeginn das Drehbuch überarbeitet, das er dennoch im Nachhinein als „Katastrophe“ empfand, die „nur die Novelle geplündert“ habe. Benedikt Erenz wertete dagegen die Umsetzung als „buchgetreu“ und „ausgesprochen gelungene Filmfassung eines schwierigen Textes“.
In der Neuverfilmung Ein fliehendes Pferd von 2007 spielten unter der Regie von Rainer Kaufmann Ulrich Noethen als Helmut, Ulrich Tukur als Klaus, Katja Riemann als Sabine und Petra Schmidt-Schaller als Helene. Der am 20. September 2007 gestartete Film erreichte knapp 360.000 Kinozuschauer,  seit 2008 ist er auf DVD erhältlich. Er übertrug die Novelle wesentlich freier als die erste Verfilmung in die Gegenwart und legte seinen Fokus auf eine unterhaltende Beziehungskomödie ohne gesellschaftskritischen Anspruch. Walser, der am Drehbuch mitgewirkt hatte, war mit dem Ergebnis zufrieden: „Es ist ein Filmkunstwerk der eigenen Art, keine Verfilmung.“

### Textausgaben
- Martin Walser: Ein fliehendes Pferd. Suhrkamp Verlag, Frankfurt am Main 1978, ISBN 3-518-04269-6 (Erstausgabe, Hardcover)
- Martin Walser: Ein fliehendes Pferd. Suhrkamp Taschenbuch Verlag, Frankfurt am Main 1980, ISBN 3-518-37100-2 (Suhrkamp Taschenbuch 600; auf diese Fassung beziehen sich die verwendeten Zitate)[33]
- Martin Walser: Ein fliehendes Pferd. Vollständige Lesung durch den Autor. Der Hörverlag, München 2007, ISBN 3-86717-098-3
- Martin Walser: Ein fliehendes Pferd. Theaterstück. Mitarbeit Ulrich Khuon. Suhrkamp, Frankfurt am Main 1985, ISBN 3-518-11383-6

### Sekundärliteratur
- Olaf Kutzmutz: Martin Walser: Ein fliehendes Pferd. Lektüreschlüssel für Schüler. Reclam, Stuttgart 2006, ISBN 978-3-15-015373-4
- Elmar Nordmann: Martin Walser: Ein fliehendes Pferd. Königs Erläuterungen und Materialien, 376. Bange, Hollfeld 2008, ISBN 978-3-8044-1884-4[34]
- Hans-Erich Struck: Martin Walser: Ein fliehendes Pferd. Oldenbourg, München 2002. ISBN 3-486-01427-7
- Michael Zimmer: Martin Walser: Ein fliehendes Pferd. Interpretationen und Materialien. Beyer, Hollfeld 2007, ISBN 978-3-88805-167-8
- Gerald A. Fetz: Martin Walser. Metzler, Stuttgart 1997, ISBN 978-3-476-10299-7, S. 118–123
- Achim Sigge, Patrick Süskind: Unterrichtsmodelle: Walser, „Ein fliehendes Pferd“. Reihe: Einfach Deutsch – Gymnasiale Oberstufe. Schöningh 1998 ISBN 3-14-022282-3
- Werner Zimmermann: Deutsche Prosadichtungen unseres Jahrhunderts. Interpretationen für Lehrende und Lernende. Unter Mitarbeit von Klaus Lindemann, Teil 3: Deutsche Prosadichtungen der Gegenwart. Schwann, Düsseldorf 1988, zuletzt 1997, ISBN 3-590-15345-8, S. 104–140